# Grandview Plaza
Grandview Plaza – miasto położone w hrabstwie Geary. Liczba ludności w 2000 roku wynosiła 1.184.